# Ischnotoma shannoniana
Ischnotoma shannoniana är en tvåvingeart som först beskrevs av Alexander 1929.  Ischnotoma shannoniana ingår i släktet Ischnotoma och familjen storharkrankar. Inga underarter finns listade i Catalogue of Life.